# Torna (település)
Torna (szlovákul: Turňa nad Bodvou, korábban Turnianske Podhradie, németül: Tornau) község Szlovákiában, a Kassai kerület Kassa-környéki járásában. 1881-ig az egykori Torna vármegye székhelye.

## Fekvése
Kassától 34 km-re délnyugatra, a Bódva jobb partján. Torna vasútállomása a Zólyom–Kassa vasútvonal mentén helyezkedik el, de egykor a Sajóecseg–Hídvégardó-vasútvonal is becsatlakozott az állomásra.

## Története
A templom környékén feltárt régészeti leletek tanúsága szerint Torna területén már a bronzkorban és a vaskorban is éltek emberek. A vaskorban a település környékén bányák voltak. A honfoglalás után a Bódva és Sajó vidékén Börgér és fia Borsa szállásterülete volt. A vár és az alatta fekvő település keletkezéséről megbízható adat nem áll rendelkezésre.
A vár és uradalma eredetileg királyi birtok volt. Az írásos források szerint közvetlenül ezt követően a Miskolc nembeli Domonkos nádorispán és királybíró birtokolta, aki a területet még III. Béla királytól kapta. Első írásos említése 1198-ban III. Ince pápa oklevelében történt. A vár és a település története a későbbiekben szorosan kapcsolódott egymáshoz. Domonkos halála után újra a királyé, majd 1243-ban IV. Béla a Bebek testvéreknek adja. 1263-ban „Torna” néven említik, neve az azonos nevű patakból származik. A várat egyes források szerint 1357-ben Tornai János fiai építették, de valószínűleg a Várhegyen már azelőtt is állt egy földvár.
A család 1406-ban bekövetkezett kihalása után Berencsi István kapta meg, aki szintén a Tornay nevet vette fel. E család kihalása után, 1440-ban Bebek Imre lett az ura, aki 1448-ban a rigómezei csatában elesett. Ezt kihasználva még 1448-ban a husziták foglalták el, akiktől 1451-ben Hunyadi János foglalta vissza. A település 1476-ban Mátyás királytól mezővárosi rangot kapott. Birtokosai Bebek Ferenc és Imre a császár pártján álltak, később azonban Bebek Imre János király híve lett. A várat 1556-ban rövid ostrommal Dietrich és Puchheim császári vezérek foglalták el I. Ferdinánd számára, de még az évben kénytelenek voltak feladni Bebek György gömöri főispán hadainak. 1567-ben Magócsy Gáspár császári serege foglalta el és mivel ebben az évben Bebek György halálával kihalt a Bebek család, a vár is császári kézen maradt, aki a Magócsy családnak adta. 1612-ben Bethlen Gábor hadai szállták meg, de 1622-ben a bécsi békével visszakerült II. Ferdinándhoz. 1652-ben az egri török portyázók dúlták fel a települést, ugyanez megismétlődött 1675-ben is. 1678-ban a vár magyar őrsége megölte a német őrség egy részét és a kurucok kezére játszotta a várat, 1679-ben azonban Leslie tábornok visszafoglalta. 1683-ban Ibrahim pasa Thököly Imre seregeivel egyesülve szállta meg a helységet. 1685-ben Schultz császári tábornok újra elfoglalta és leromboltatta, azóta pusztul.
A települést a Magócsyak kihalása után a Keglevich család szerezte meg, akik a 17. században kastélyt építettek ide. 1703-ban Bercsényi Miklós hadai foglalták el. 1706 decemberében Rákóczi Tornán keresztül ment Rozsnyóról Kassára, 1707-ben pedig meg is szállt a Keglevich-kastélyban. Torna 1881-ig Torna vármegye székhelye volt, amikor is azt Abaúj vármegyével egyesítették.
A 18. század végén Vályi András így ír róla: „TORNA. Régi Vár, és Mezőváros Torna Várm. földes Ura Gr. Keglevich Uraság, mások is bírnak itten, lakosai katolikusok, fekszik dél. vólt Vára alatt, ’s Tornallyának is neveztetik, Torna vize mellett. Régi Vára meredek helyen vala, ’s az Ozmanoktól vitézűl mególtalmaztatott. Magócsi Gáspár’ idejekor, midőn e’ Várat bírta, elég ozman főket lehetett falain szemlélni. – 1678-dikban Júliusban meg ölettettek Német Őrzőji, ’s elfoglaltatott. Lesleus is sikeretlenűl ostromlotta először; lásd felőle Vágnert Histor. Leop. M. Lib. VIII. p. 556, & 560. de azután mintegy 30 óráig tartott heves ostromlása után megvette, szabad elmenetelt engedvén őrzőinek. Végre LEOPOLDnak parantsolattyára lerontattatott. Kihalván Magócsinak ága, Keglevics Miklós házasság által jutott e’ bírtokhoz, hitveséűl vévén Móricz Borbálát; Semsey Pál pedig Annát. Ez is, a’ Kir. Fiskus is bírtokát sűrgetvén a’ Várnak, kész pénzért engedtetett B. Keglevics Miklósnak több helységekkel, ’s e’ Vármegyének Fő Ispányságával egyetemben. Díszesíti e’ Várost az Uraságnak kastéllya, jeles kertye, ’s egyéb gazdasági épűletei, szép helyen épűltt Szentegyháza, és a’ Vármegye’, ’s Gyulay Uraságnak háza. – Jeles halas tó is van itten; határjának földgye középszerű, legelője elég, réttyei jók, fája van mind a’ kétféle, eladásra módgya van, posztófabrikája is van; 3 országos vásár is esik benne.”
Fényes Elek 1851-ben kiadott geográfiai szótárában így ír a városról: „Torna, magyar mv., Abauj-Torna vmegyékben, Kassához nyugotra 5 mfldnyire, egy kies, egészséges vidéken: 1675 kath., 342 ref. és ev., 9 zsidó lak. Kath. paroch. templom. Jeles urasági kastély és kert, s halastó, melly egy malmot forgat s melly mellett egy fördő-intézet is van. Ujabb izlésü vármegyeház. Vendégfogadó. Népes országos vásárok. Földe minden gabonát s kerti veteményest jól megterem; rétjei különösen kövérek; szőlőhegye s legelője elég; erdeje pedig sok. A várostól északra egy magas kopasz sziklán láthatni régi puszta várát, mellytől kölcsönözé nevét mind a város, mind az egész megye. Első épitője hihetőleg valamellyik Bebek volt; későbben a Mágócsiakat uralta; a Mágócsiaknak ezen ága kihalván, b. Keglevich Miklós jutott birtokába, s most is a Keglevich grófi nemzetség birja a hozzá tartozó uradalommal együtt. A várat I. Leopold rontatta el. Ut. p. Rosnyó. Van 37 egész urb. telke.”

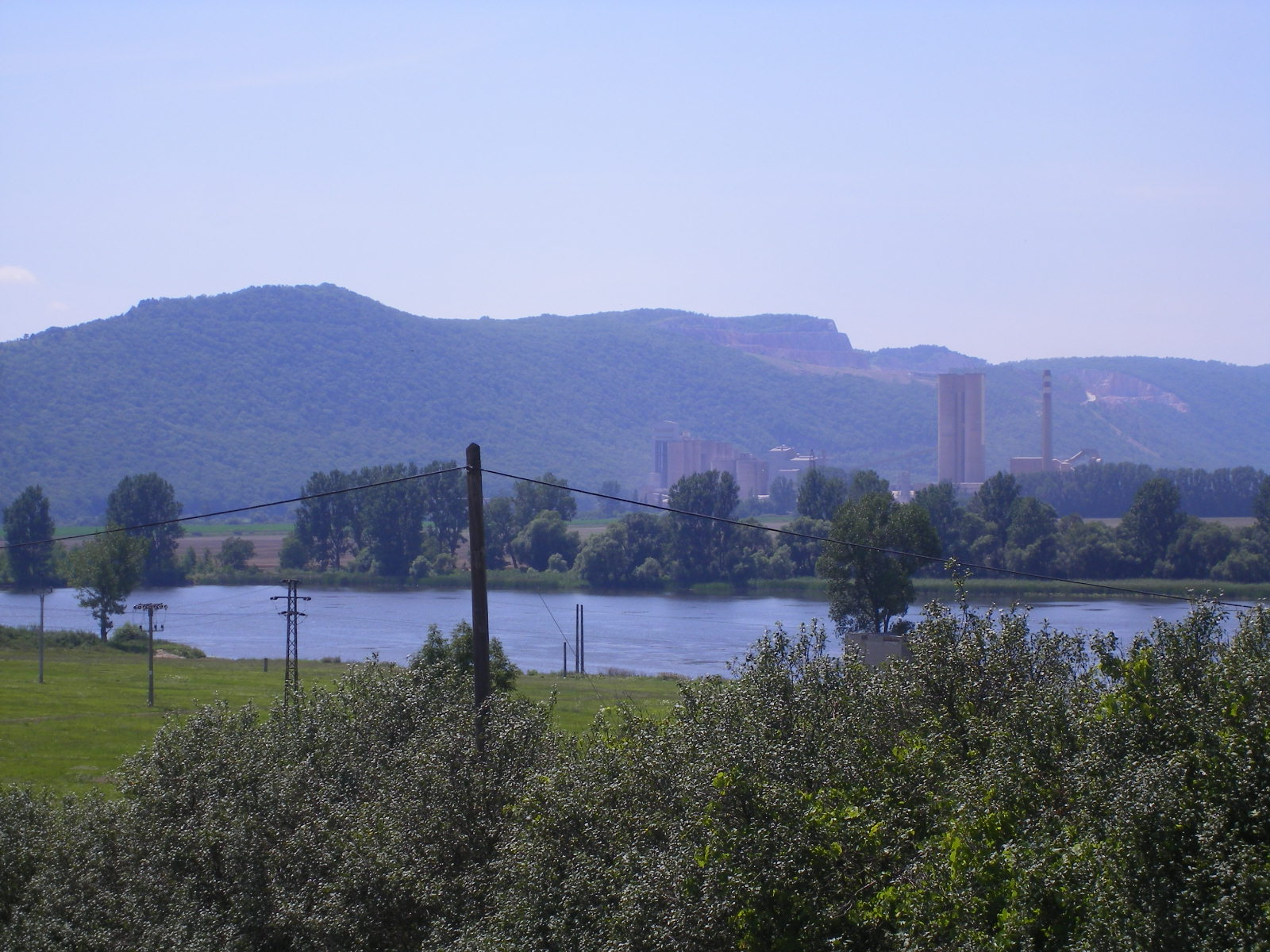
A halastó és a cementgyár

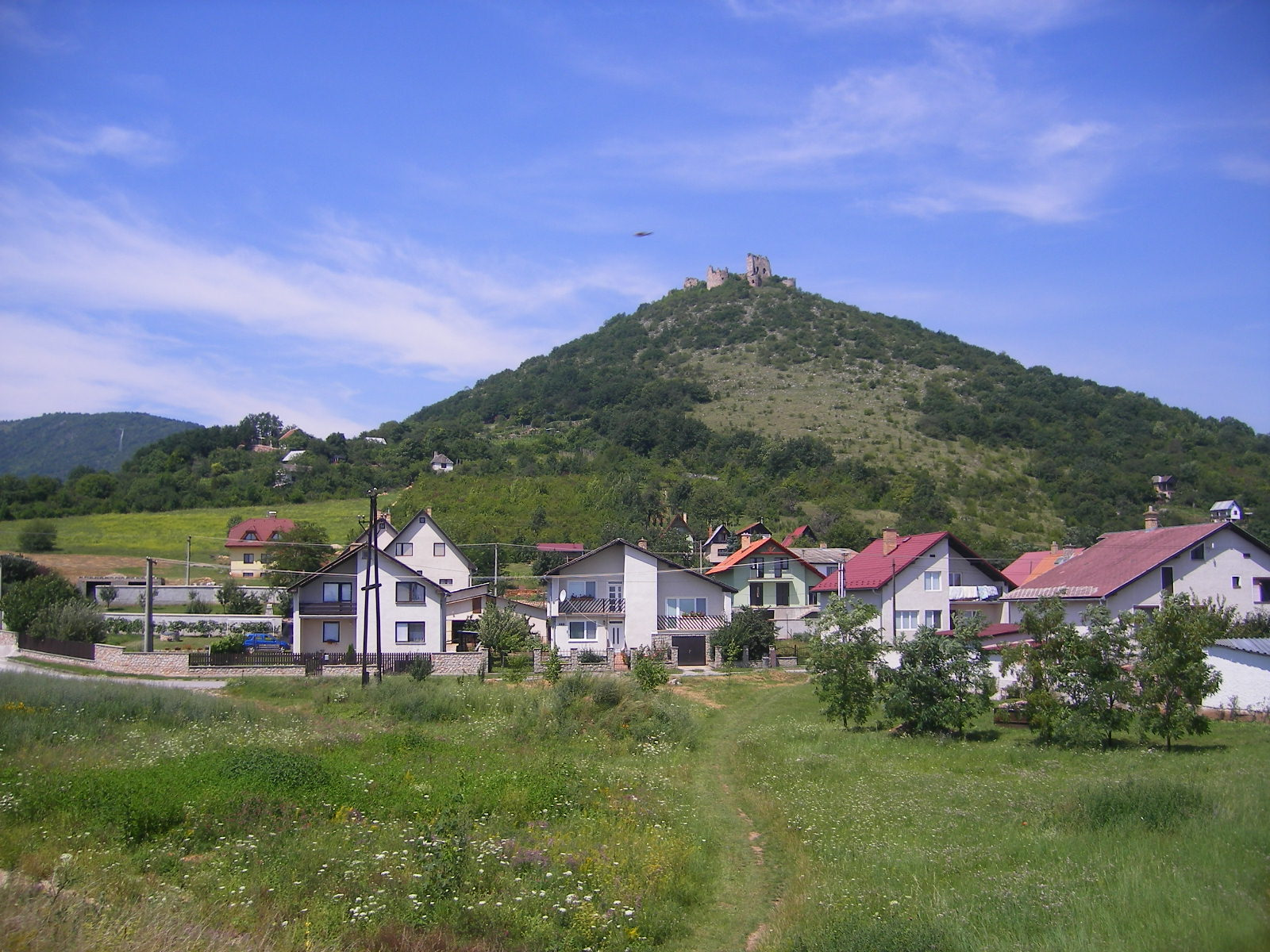
Torna vára

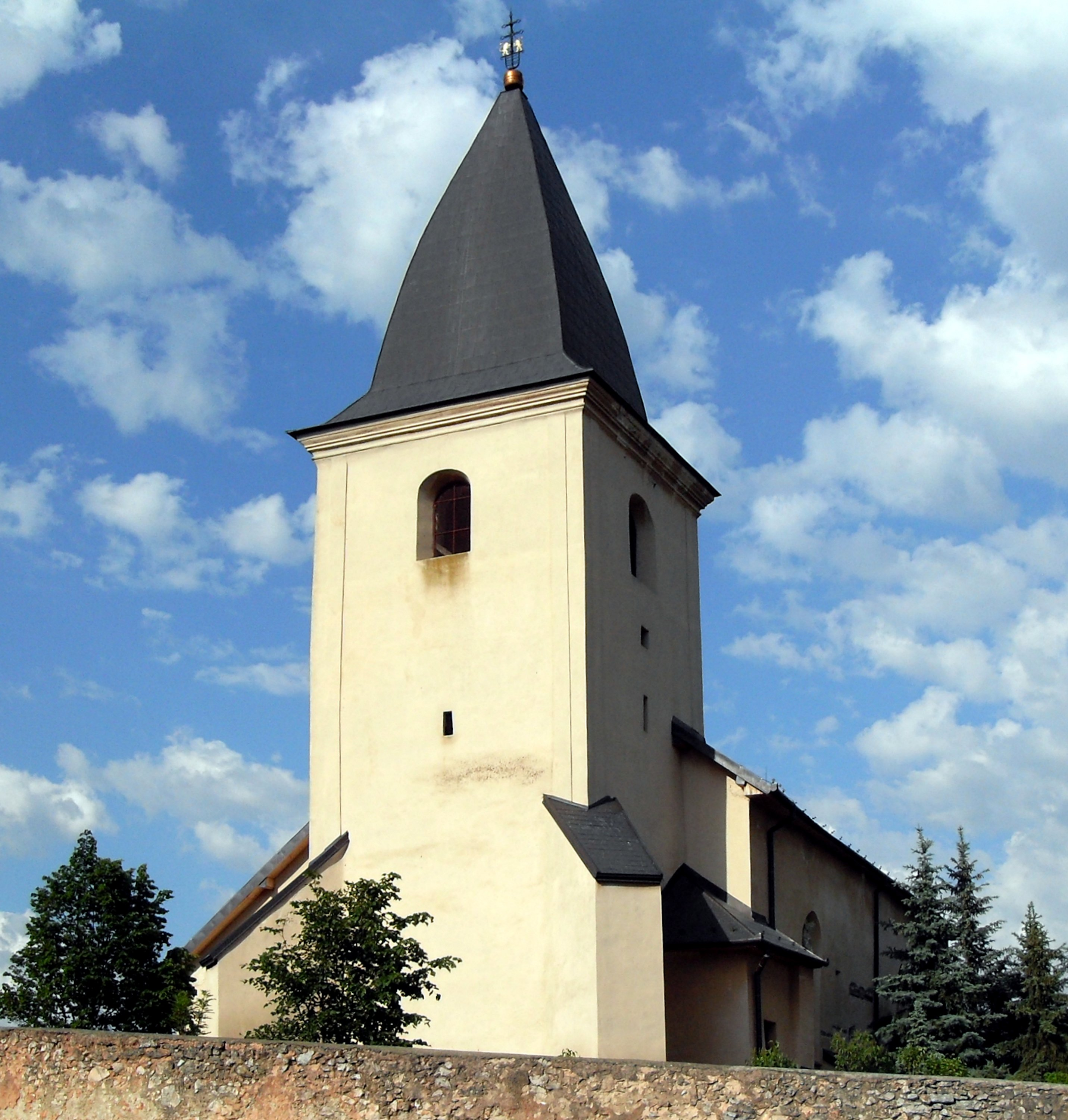
Mária mennybemenetele római katolikus templom

Borovszky monográfiasorozatának Abaúj-Torna vármegyét tárgyaló része szerint: „TORNA városa, a legujabb időkig létező Tornavármegyének egykori székhelye a Bódva és a Torna völgye találkozásánál fekszik. Lakosainak száma 1468, a kik közt az 1891-iki népszámlálás 56 németet és 14 tótot talált; a többi mind magyar és túlnyomó részben katholikus. Jelenleg a tornai járás, szolgabiróság és járásbiróság székhelye. Végállomása a kassa-tornai vasútnak, melyet azonban tovább építenek. A Bódva völgyében Gömör vármegye felé, s a Sajó völgyén közvetlenül fog csatlakozni a miskolcz-füleki, ekképen a budapesti fővonalhoz. Van posta- és táviróállomása. Torna ma is élénk vásárhely, de élénkségéből sokat veszített azóta, hogy 1881-ben a megyei hatóságot az Abaujvármegyében való bekeblezés következtében feloszlatták. Házainak száma 216. Ezek közt megemlitésre méltó a régi vármegyeháza és a régi Keglevich-féle kastély, mely ma Dreher Antalé. A kastélyt csinos park veszi körül; benne egy öt hold terjedelmü tó van, mely soha sem fagy be. A társas élet ébren tartására szolgál a társaskör, vadásztársulat, nőegyesület, könyvtáregyesület. Van itt kath. népiskola, egy holdnyi faiskolával. Pénzintézete a Tornai takarékpénztár.”
„A város északi részén, a várhegy nyúlványát képező dombon áll a régi, de teljesen átalakitott r. kath. templom, mely a XVI. században a protestánsok birtokába jutott és a katholikusok innen nem messze épitették föl ma is fennálló kis templomukat. Midőn a város a Keglevicheké lett, I. Lipót alatt a földesúr kitiltotta a protestánsokat a városból, a kik Szádelőn és Ájon telepedtek meg; a lakosságnak visszakatholizált nagyobb része pedig megint birtokába vette a templomot. A hagyomány szerint a népmondában maig is élő Herkó Páter nevü szendrői barát, hol rábeszéléssel, hol erőszakkal legnagyobb hévvel működött a visszatéritésen. A templom értékes falfestményeit az idők folyamán nagyon megrongálták. Legujabban a templomot restaurálták s a festményeket kijavitották; de eredeti szépségüket nem adhatta vissza a javitó festő.”
A trianoni diktátumig Abaúj-Torna vármegye Tornai járásához tartozott.

## Népessége
| Év:            | 1994. | 2004.    | 2014.   | 2024.   |
| -------------- | ----- | -------- | ------- | ------- |
| Emberek száma: | 2888  | 3279     | 3526    | 3686    |
| Eltérés:       |       | +13,53 % | +7,53 % | +4,53 % |

| Év:            | 2023. | 2024.   |
| -------------- | ----- | ------- |
| Emberek száma: | 3675  | 3686    |
| Eltérés:       |       | +0,29 % |

1880-ban 1470 lakosából 1314 magyar és 50 szlovák anyanyelvű volt.
1890-ben 1468 lakosából 1398 magyar és 14 szlovák anyanyelvű volt.
1900-ban 1493 lakosából 1452 magyar és 7 szlovák anyanyelvű volt.
1910-ben 1697 lakosából 1682 magyar és 8 szlovák anyanyelvű volt.
1921-ben 1709 lakosából 1329 magyar, 211 zsidó, 46 csehszlovák, 6 orosz, 19 egyéb nemzetiségű és 98 állampolgárság nélküli volt. Ebből 1253 római katolikus, 318 izraelita, 88 református, 32 görög katolikus, 14 evangélikus és 4 egyéb vallású volt.
1930-ban 1727 lakosából 976 magyar, 275 csehszlovák, 187 zsidó, 107 egyéb nemzetiségű és 176 állampolgárság nélküli volt.
1941-ben 1703 lakosából 1543 magyar és 12 szlovák volt.
1970-ben 2663 lakosából 1615 magyar és 1035 szlovák volt.
1980-ban 3264 lakosából 1757 magyar és 1468 szlovák volt.
1991-ben 2737 lakosából 1745 magyar és 938 szlovák volt.
2001-ben 3213 lakosából 1411 fő szlovák, 1400 magyar, 259 cigány. Tíz évvel korábban még a lakosság kétharmada magyar volt.
2011-ben 3511 lakosából 1602 szlovák, 1316 magyar, 179 cigány, 11 ruszin, 7 cseh és 388 ismeretlen nemzetiségű.
2021-ben 3700 lakosából 1793 szlovák, 1211 magyar (32,73%), 127 cigány, 9 cseh, 2 német, 2 lengyel, 2 bolgár, 1 orosz, 1 rutén, 1 egyéb nemzetiségű.

## Neves személyek
- Itt született 1674-ben gróf Gyulay Ferenc altábornagy
- Itt született 1714-ben Cörver Elek piarista rendi tanár
- Itt született 1715-ben Cörver Nepomuk János piarista rendi tartományfőnök
- Itt született 1732-ben Keglevich Zsigmond makáriai címzetes püspök és nagyprépost
- Itt született 1859-ben Várady Károly ügyvéd, országgyűlési képviselő, a budapesti református egyház tanácsosa
- Itt született 1863-ban Karácson Imre (1863-1911) tanítóképző intézet igazgató, történész, orientalista, katolikus pap[8]
- Itt született 1867-ben Kreutzer Lipót közgazdasági író, újságíró, tanár
- Itt szolgált Henckel János (1481-1539) udvari pap és gyóntató
- Itt szolgált Feiner Kristóf (16. század) kanonok
- Itt szolgált Kürtössy András (1648-1732) királyi tanácsos, prépost-kanonok és választott püspök
- Itt szolgált Forgách Pál (1677-1746) esztergomi kanonok, császári tanácsos
- Itt szolgált Bernáth László Miksa (1764-1829) premontrei rendi szerzetes, tanár

## Nevezetességei
- A falutól északra emelkedő 366 m magas hegyen állnak Torna várának romjai.
- A várrom közelében épült fel a 17. században a reneszánsz Keglevich-várkastély, amelyet 1950-55 között rendbe hoztak. A kastély területének déli részén díszpark és halastó található.
- A Nagyboldogasszony tiszteletére szentelt, 14. századi gótikus templomában korabeli freskók találhatók. Harangja szintén 14. századi, de 1939-ben újraöntötték.[9] A kórus alatt egy reneszánsz stílusú, valószínűleg 1600-ból származó sírfelirat látható.
- Gömör-Tornai Nyár fesztivál.